# لؤي الحكيمي
لُؤَى الحكِيمِي (20 يُوليُو / تمُّوز 2006) مُؤَلَّفة تُونِسِيَّة. أَهلَّت أَعمالهَا الأَدبِيَّة بِقِصَّة بِعُنوان «ردَّ الجمِيل» ضِمن سِلسِلة «اللؤلؤة الصَّغِيرة» فِي فِئَة أَدب الطِّفل. كتبت القِصَّة فِي سِنّ الخامِسة؛ ونشرت أُولى مُؤلَفاتِها فِي سِنّ السَّابِعة؛ وبِذُلِّك تُعِدُّ أَصغر مُؤلفة تُونِسِيَّة.
حصلت على عدة جوائز و قد تمّ تكريمها من قبل الوزراء و السفراء و رؤساء بلادها 
| لؤي الحكيمي                   | كتبتُ إِلى حد الآن أَكثر مِن ثلاثِين قِصَّة.. وسوف أُواصِل فِي الكِتَابَة؛ لِأَنَّنِي أَجد مُتعةٍ فِي ذلِك | لؤي الحكيمي |
| — الصحافة اليوم ، لُؤَيّ الحكِيمِي |                                                                                    |             |